# Paul Terry
Paul Terry   (San Mateo, 19 de febrer de 1887 - Nova York, 25 d'octubre de 1971) va ser un dibuixant, guionista, director de cinema i productor estatunidenc. Entre el 1915 i el 1956 va produir més de 1.300 dibuixos animats, incloses les moltes caricatures de Terrytoons. El personatge més famós del seu estudi és Mighty Mouse, i també va crear Heckle and Jeckle, Gandy Goose i Dinky Duck.

## Primers anys de vida
Terry es va criar a San Francisco i el 1904 va començar a treballar com a fotògraf de notícies i va començar a dibuixar tires còmiques per a diaris. Va col·laborar, juntament amb el seu germà, John, en una tira còmica setmanal sobre un gos titulat "Alonzo" per al San Francisco Call. Posteriorment es va traslladar al New York Press, un diari de la ciutat de Nova York.
El 1914, Terry es va interessar per l'animació després de veure Gertie the Dinosaur, de Winsor McCay. Mentre treballava al diari, va fer la seva primera pel·lícula, Little Herman, que va completar i vendre a la companyia cinematogràfica Thanhouser de New Rochelle, Nova York, el 1915.
El 1916 va començar a treballar a Bray Productions, dirigint i produint una sèrie d’onze pel·lícules de Farmer Al Falfa. Abans d’acabar l’any, Terry va deixar Bray, emportant-se els drets de Farmer Al Falfa.

## Paul Terry Productions
El 1917, Terry va formar la seva pròpia productora, Paul Terry Productions i va produir nou pel·lícules d'animació més, incloent una pel·lícula de Farmer Al Falfa. Terry va tancar el seu estudi per unir-se a l'exèrcit dels Estats Units i va lluitar a la Primera Guerra Mundial. Després de ser acomiadat de l'exèrcit el 1919, va arribar a un acord el 1920 per fer la sèrie Aesop Fables amb el guionista Howard Estabrook.

## Fables Pictures
El 1920, Terry es va associar amb Amadee J. Van Beuren i va fundar Fables Pictures. En aquesta època, va començar a produir una sèrie de pel·lícules d'Aesop's Fables, així com noves pel·lícules de Farmer Al Falfa sota aquest segell. Terry va experimentar amb el procés de so en un Fable Cartoon anomenat Dinner Time després de la pressió de Van Beuren, estrenat el setembre de 1928, dos mesos abans que el Steamboat Willie de Walt Disney.
L'associació de Terry amb Van Beuren va durar fins al 1929, quan Terry i Van Beuren no van estar d'acord pel canvi de producció de pel·lícules amb so. Terry va iniciar l'estudi Terrytoons a l'edifici "K" al centre de New Rochelle, Nova York, on també es trobava la companyia cinematogràfica Thanhouser, compradora de les primeres pel·lícules de Terry. Van Beuren va conservar "Fables Pictures" que va reanomenar com a " Van Beuren Studios".

## Terrytoons
Terrytoons va produir un gran nombre de pel·lícules d'animació, incloent Gandy Goose, Mighty Mouse, Heckle and Jeckle, i molts altres personatges menys coneguts. La distribució teatral es va realitzar inicialment a través d’ Educational Pictures i, després de ser adquirida el 1937, mitjançant la 20th Century Fox. Una de les seves obres produïdes durant aquest temps, anomenada The Three Bears, va guanyar fama a Internet gairebé 70 anys després, quan una de les seves escenes es va convertir en un mem d'Internet.
Terry va adoptar ràpidament tècniques que simplificaven el procés d'animació, però es va resistir a les "millores" que complicaven la producció. Va ser un dels primers a fer ús de l'"animació cel", incloent l'animació de parts del cos separades. El seu estudi va passar lentament a les bandes de so sincronitzades i al color. Va aconseguir mantenir el seu estudi rendible mentre altres deixaven de treballar. Una vegada es va citar a Terry que va dir: " Walt Disney és el Tiffany del negoci i jo el de Woolworth".

## Darrers anys
Terry es va convertir en el primer gran productor de dibuixos animats en oferir paquets de les seves antigues pel·lícules per a la televisió. El 1956, Terry va vendre el seu estudi d’animació i la seva filmoteca a CBS per 3,5 milions de dòlars i es va retirar. CBS va nomenar Gene Deitch, que va substituir els vells personatges per altres de nous com Clint Clobber i John Doormat.
Deitch va marxar després de tres anys. Després de la marxa de Deitch, van tornar Mighty Mouse i Heckle & Jeckle, així com nous personatges com el Deputy Dawg.
Terry va morir el 25 d'octubre de 1971, als 84 anys, a la ciutat de Nova York. El seu nebot, Alex Anderson, també era animador. L'esposa de Terry, Irma, morí abans que ell, el 1969, als 70 anys.